# Luís Serrão Pimentel
Pour les articles homonymes, voir Serrão.
Luís Serrão Pimentel (Lisbonne, le 4 février 1613 - Lisbonne, décembre 1679), ingénieur militaire portugais, cosmographe en chef et ingénieur en chef du royaume du Portugal. Il atteint le grade de lieutenant-général de l'artillerie.

## Biographie
Dans le contexte de la Guerre de Restauration de l'indépendance portugaise, il a travaillé sur les ouvrages des bastions des fortifications d'Évora, d'Estremoz, de Mourao, de Portalegre dans l'Alentejo.
À sa demande, le roi Dom João IV a fondé, en 1647, les « cours de mathématiques » ou « cours de Fortification et d'architecture militaire » du palais de Ribeira. Il y a enseigné les mathématiques, la navigation et l'architecture militaire.
Considéré comme l'un des personnages les plus importants du milieu technique portugais du XVIIe siècle, il est l'auteur de la « Méthode lusitanienne de Conception des fortifications des Places régulières et irrégulières » (Methodo Lusitanico de Desenhar as fortificaçoens das Praças Regulares e Irregulares...), publié en 1680, un an après sa mort.

## Famille
Il était le père de Manuel Pimentel (1650-1719), auteur de « L'art de naviguer », publié en 1699, mais plus connu pour son édition de 1712 et Francisco Pimentel (1652-1706), qui l'a remplacé pour les fortifications dans le « cours de mathématiques et de fortification » du palais de Ribeira, en 1679.

## Publications et manuscrits

### Cosmographie
- Tratado da Navegação Prática e Especulativa, en 1669,
- Pratica da Arte de Navegar, en 1673,
- Roteiro do Mar Mediterraneo, en 1675,
- Arte Pratica de Navegar, en 1681.

### Ingénierie militaire
- Architectura militar ou Fortificação, en 1659,
- Extracto Ichonographico do methodo lusitanico novo, en 1670,
- Areotectonica ou Parte Oppugnatoria e Reppugnatoria, en 1673,
- Tratado da Fortificação 1re e 2e parte da opugnação das praças, en 1679,
- Methodo Lusitanico de Desenhar as Fortificaçoens das Praças Regulares & Irregulares, en 1680 Texte.

## Source
- (pt) Cet article est partiellement ou en totalité issu de l’article de Wikipédia en portugais intitulé « Luís Serrão Pimentel » (voir la liste des auteurs).